# Camposiellina sulfureopicta
Camposiellina sulfureopicta är en skalbaggsart som först beskrevs av Lane 1972.  Camposiellina sulfureopicta ingår i släktet Camposiellina och familjen långhorningar. Inga underarter finns listade.